# Kazlje
Kazlje – wieś w Słowenii, w gminie Sežana. W 2018 roku liczyła 182 mieszkańców.